# Judo na Igrzyskach Ameryki Środkowej i Karaibów 1970
Turniej judo na Ameryki Środkowej i Karaibów odbył się w marcu 1970 roku w Panamie.

## Klasyfikacja medalowa
Gospodarz zawodów został zaznaczony kolorem.
| Miejsce | Państwo             |   |   |    | Razem |
| ------- | ------------------- | - | - | -- | ----- |
| 1       | Kuba                | 3 | 1 | 1  | 5     |
| 2       | Meksyk              | 3 | 0 | 1  | 4     |
| 3       | Wenezuela           | 0 | 3 | 2  | 5     |
| 4       | Panama              | 0 | 1 | 3  | 4     |
|         | Portoryko           | 0 | 1 | 3  | 4     |
| 6       | Antyle Holenderskie | 0 | 0 | 1  | 1     |
| .       | Gujana              | 0 | 0 | 1  | 1     |
| Razem   | Razem               | 6 | 6 | 12 | 24    |

## Medaliści

### Mężczyźni
| Konkurencja: | Złoto:               | Srebro:          | Brąz:                                |
| −65kg        | Jorge Alemán         | Alberto Lira     | Richenel Van Frederic Héctor Quesada |
| −71kg        | Carlos Espinosa      | Ibrahim Torres   | Armando Trigueros Antonio Carrascal  |
| −78kg        | Gabriel Goldschmied  | Richard Dubreuil | Félix de la Cruz Orlando E. Britton  |
| −95kg        | Salvador Goldschmied | Rafael Serrano   | Gordon Sankie Andrés Celis           |
| Ponad 95kg   | José Ibáñez          | Enrique Newball  | Etienne Hernández Jorge Ríos         |
| Open         | Humberto Medina      | Andrés Celis     | Juan D. Ríos Rafael Serrano          |